# Pięćdziesiąt pensów (moneta brytyjska)
Pięćdziesiąt pensów – brytyjska moneta wprowadzona do obiegu w 1969 roku. Moneta wybijana jest z miedzioniklu. Awers monety przedstawia podobiznę brytyjskiej królowej Elżbiety II.